# هیدروکسی‌اتیل‌پرومتازین
هیدروکسی‌اتیل‌پرومتازین(به انگلیسی: Hydroxyethylpromethazine) یک آنتی‌هیستامین با خاصیت آنتی‌کولینرژیک است. از نظر شیمیایی آنالوگ ساختاری پرومتازین است.